# South Andros
South Andros är ett distrikt i Bahamas. Det ligger på ön Andros i den södra delen av landet, 130 km söder om huvudstaden Nassau.
Ytterligare öar i distriktet är Cay Lobos och Dolly's Cay.
Trakten runt South Andros består i huvudsak av gräsmarker. Trakten runt South Andros är nära nog obefolkad, med mindre än två invånare per kvadratkilometer.